# Бой при Шаркьой
Боят при Шаркьой е стълкновение между български и османски войски през Балканската война, състояло се на 8-10 февруари (26 – 28 януари стар стил) 1913 година при град Шаркьой, на северния бряг на Мраморно море. Османското командване стоварва с десант своя Десети корпус в тила на българската Седма пехотна рилска дивизия, блокираща Галиполския полуостров. Десантът е отблъснат от няколко български подразделения в състава на Четвърта армия, командвана от генерал-майор Стилиян Ковачев.

## Шаркьой в плановете на османското командване
На 29 януари 1913 година в Османската империя е извършен преврат, начело с младотурския ръководител Енвер бей. Пет дни по-късно (3 февруари) новото правителство подновява бойните действия срещу държавите от Балканския съюз. Османските войски преминават в настъпление срещу българските позиции при Чаталджа (край Цариград) и Булаир (при Галиполи) с цел да вдигнат обсадата на Одрин. Десантът при Шаркьой в тила на главните български сили трябва да спомогне за успеха в тези операции.

## Боят
На 7 февруари османският Десети корпус (15 хиляди войници) е натоварен от Сан Стефано, Цариград и още няколко пристанища върху 32 транспортни кораба. Те наближават мястото, предвидено за десанта, под прикритието на военна ескадра в състав от три броненосни кръстосвача и още няколко по-малки съда. По план десантът трябва да започне в 7 часа̀ сутринта на 8 февруари, едновременно с настъплението при Булаир. Стоварването на войските обаче започва едва в 13 часа̀ на 3 км западно от Шаркьой, в неохраняван от български войски участък от брега. Османските части настъпват на изток и север и близо до града срещат две дружини от Македоно-одринското опълчение. Въпреки османското числено превъзходство, те успяват да се задържат в Шаркьой до вечерта, когато организирано отстъпват.
Въпреки лошото време, на 9 февруари на брега слизат нови османски войски. Българското командване прехвърля към района на бойните действия основните части на Македоно-одринското опълчение (командващ генерал-майор Никола Генев), Втора бригада на Втора пехотна тракийска дивизия и Петдесети пехотен полк. На 10 февруари българските войски започват настъпление и притискат османските части към брега на Мраморно море. По това време става ясно, че османското настъпление от Галиполи е осуетено в боя при Булаир. Продължаването на десанта става безпредметно и османците отстъпват. Подложен на тежък обстрел от българската артилерия, Десети корпус е отново натоварен на кораби и прехвърлен в Галиполи.